# Чемпионат Новой Зеландии по кёрлингу среди женщин 2018
Чемпионат Новой Зеландии по кёрлингу среди женщин 2018 проводился с 6 по 8 июля 2018 в городе Несби на арене «Maniototo Curling International» (MCI).
В чемпионате принимало участие 3 команды.
Победителями чемпионата стала команда скипа Бриджет Бекер (Бриджет Бекер как скип стала чемпионом среди женщин в 9-й раз, как игрок — также в 9-й), победившая в финале команду скипа Джессика Смит. Бронзовые медали завоевала команда скипа Chelsea Farley.
Одновременно и там же проходил Чемпионат Новой Зеландии по кёрлингу среди мужчин 2018.

## Формат соревнований
На первом, групповом этапе команды играют между собой по круговой системе в два круга. При равенстве количества побед у двух команд они ранжируются между собой по результату личной встречи, при равенстве количества побед у трёх или более команд — по результатам суммы тестовых бросков в дом (англ. Draw Shot Challenge, DSC, в сантиметрах; чем меньше величина, тем выше место команды). Две лучшие команды выходят во второй этап, плей-офф, где играют в финале.

## Составы команд
| Четвёртый         | Третий         | Второй              | Первый              |
| ----------------- | -------------- | ------------------- | ------------------- |
| Бриджет Бекер     | Натали Терлоу  | Abby Pyle           | Eloise Pointon      |
| Джессика Смит     | Холли Томпсон  | Мэйри-Бронте Данкан | Кортни Смит         |
| Тивия Джеяранджан | Chelsea Farley | Tessa Farley        | Grace Apuwai-Bishop |

(скипы выделены полужирным шрифтом)

## Групповой этап
|   | Команда        | 1        | 2       | 3        | В | П | DSC, см | Место |
| - | -------------- | -------- | ------- | -------- | - | - | ------- | ----- |
| 1 | Бриджет Бекер  | *        | 5:4 8:9 | 4:10 9:1 | 2 | 2 | 101,97  | 2     |
| 2 | Джессика Смит  | 4:5 9:8  | *       | 4:6 7:5  | 2 | 2 | 71,80   | 1     |
| 3 | Chelsea Farley | 10:4 1:9 | 6:4 5:7 | *        | 2 | 2 | 118,17  | 3     |

     команды, выходящие в финал плей-офф

## Плей-офф
|  | Финал |               |               |               |               |               |               |               |               |   |
|  |       |               |               |               |               |               |               |               |               |   |
|  | 1     | Джессика Смит | Джессика Смит | Джессика Смит | Джессика Смит | Джессика Смит | Джессика Смит | Джессика Смит | Джессика Смит | 4 |
|  | 1     | Джессика Смит | Джессика Смит | Джессика Смит | Джессика Смит | Джессика Смит | Джессика Смит | Джессика Смит | Джессика Смит | 4 |
|  | 2     | Бриджет Бекер | Бриджет Бекер | Бриджет Бекер | Бриджет Бекер | Бриджет Бекер | Бриджет Бекер | Бриджет Бекер | Бриджет Бекер | 8 |
|  | 2     | Бриджет Бекер | Бриджет Бекер | Бриджет Бекер | Бриджет Бекер | Бриджет Бекер | Бриджет Бекер | Бриджет Бекер | Бриджет Бекер | 8 |

Финал. 8 июля, 12:30
| Площадка B    | 1 | 2 | 3 | 4 | 5 | 6 | 7 | 8 | Всего |
| Джессика Смит | 0 | 1 | 1 | 0 | 0 | 0 | 2 | X | 4     |
| Бриджет Бекер | 2 | 0 | 0 | 3 | 1 | 2 | 0 | X | 8     |

## Итоговая классификация
| М | Команда        | И | В | П |
| - | -------------- | - | - | - |
| 1 | Бриджет Бекер  | 5 | 3 | 2 |
| 2 | Джессика Смит  | 5 | 2 | 3 |
| 3 | Chelsea Farley | 4 | 2 | 2 |